# メイド・イン・NY
Made in NY はニューヨーク市長直轄の映画、劇場および放送に関する専門部署が行っている文化振興とマーケティングキャンペーンである。このプログラムのもと、撮影やリハーサルの最低でも75%をニューヨーク市で行ったテレビ番組・映画制作者はマーケティング効果と税額控除を受けることができ、「Made in NY」ロゴを作品のエンドロールに表示することができる。このロゴは2005年にグラフィックデザイナーのRafael Esquerによって作成された。
Made In NY キャンペーンでは、メイド・イン・ニューヨーク製作アシスタント・トレーニングプログラムと呼ばれる教育活動も行っている。これはニューヨーク市民を製作アシスタントとしてトレーニングするプログラムで、このプログラムを卒業すると市長直轄部署から"月間PA"の表彰を受けることができる。New York Daily Newsは2011年6月の月間PAであるJames Adamesを特集した。Adamesは刑務所から早期釈放され、製作アシスタントのキャリアをスタートし、テレビや映画のロケーション・ハンティングを行っている。また、彼は FreedomLand という自分の制作会社のもとでテレビ番組や長編映画の製作も行っている。